# Incretine
Incretines zijn een groep van darmhormonen die in het spijsverteringstelsel worden uitgescheiden na het nuttigen van een maaltijd. Deze incretine-hormonen moduleren de insulinesecretie van de bètacellen van het pancreas. Dit leidt ertoe dat er meer insuline wordt uitgescheiden door het krijgen van oraal glucose, dan door het intraveneus krijgen van dezelfde dosis glucose. Tegelijkertijd wordt in de alfa-cellen van het pancreas de secretie van glucagon verminderd. 
De twee belangrijkste incretine-hormonen zijn GIP ('glucose-dependent insulinotropic peptide,' een glucoseafhankelijk insulineafscheidend eiwit) en GLP-1 ('glucagon-like peptide 1,' een glucagonachtig peptide). GIP wordt uitgescheiden door de K-cellen, welke vooral in het eerste deel van de dunne darm, de twaalfvingerige darm,  gelokaliseerd zijn. GLP-1 wordt uitgescheiden door de L-cellen, welke vooral aan het einde van de dunne darm, de kronkeldarm, zitten. Zowel GIP als GLP-1 worden geïnactiveerd door het enzym dipeptidyl peptidase-4 (DPP-4). Dit enzym komt voor in bijna alle delen van het lichaam en werkt sterk en snel. Hierdoor worden GIP en GLP-1 snel afgebroken. Na een maaltijd is er dus een snelle piek van GIP en GLP-1 in het bloed, welke snel weer afneemt. Door het stijgen van GIP en GLP-1 na de maaltijd wordt er dus meer insuline uitgescheiden, wat ervoor zorgt dat het glucose in het bloed niet te veel stijgt. 
Het effect van GIP en GLP-1 op de insuline-uitscheiding is alleen aanwezig als de glucose in het bloed verhoogd is. Er is daarom een laag risico op een hypoglykemie. Dit principe is uiterst interessant bij behandeling van diabetespatiënten, omdat de suiker wel omlaag gaat, maar niet te laag zal worden. Op dit moment zijn er alleen geneesmiddelen geregistreerd die gebaseerd zijn op het hormoon GLP-1. Er zijn de zogenaamde GLP-1-receptoragonisten en de DPP-4-remmers. De GLP-1-receptoragonisten zijn direct gebaseerd op het hormoon GLP-1 en zijn resistent voor de afbraak door DPP-4. Hierdoor blijven de GLP-1 spiegels langer hoog. De DPP-4-remmers remmen het enzyme DPP-4, waardoor het lichaamseigen GLP-1 langer hoger blijft in het bloed.